# Stina Colleen
Stina Sigrid Margareta Colleen, född Bensow 1914 i Göteborg, död 8 december 2000, var en svensk konstnär.
Hon var dotter till Kurt Waldemar Bensow och Selma Konstantia Andersson och från 1938 gift med Carl-Göran Colleen. Hon studerade vid Stockholms konstskola och vid Arbetarnas bildningsförbunds dagskola för måleri samt vid Gerlesborgsskolan. Hon medverkade ett flertal gånger i Stockholms vårsalong och vid tre tillfällen i Teckningstriennalen Svart på Vitt i Landskrona samt i utställningar på Kulturhuset i Stockholm. Hennes konst består huvudsakligen av teckningar med stilleben, och naturstudier.